# Maria Charlotte von Schafftenberg

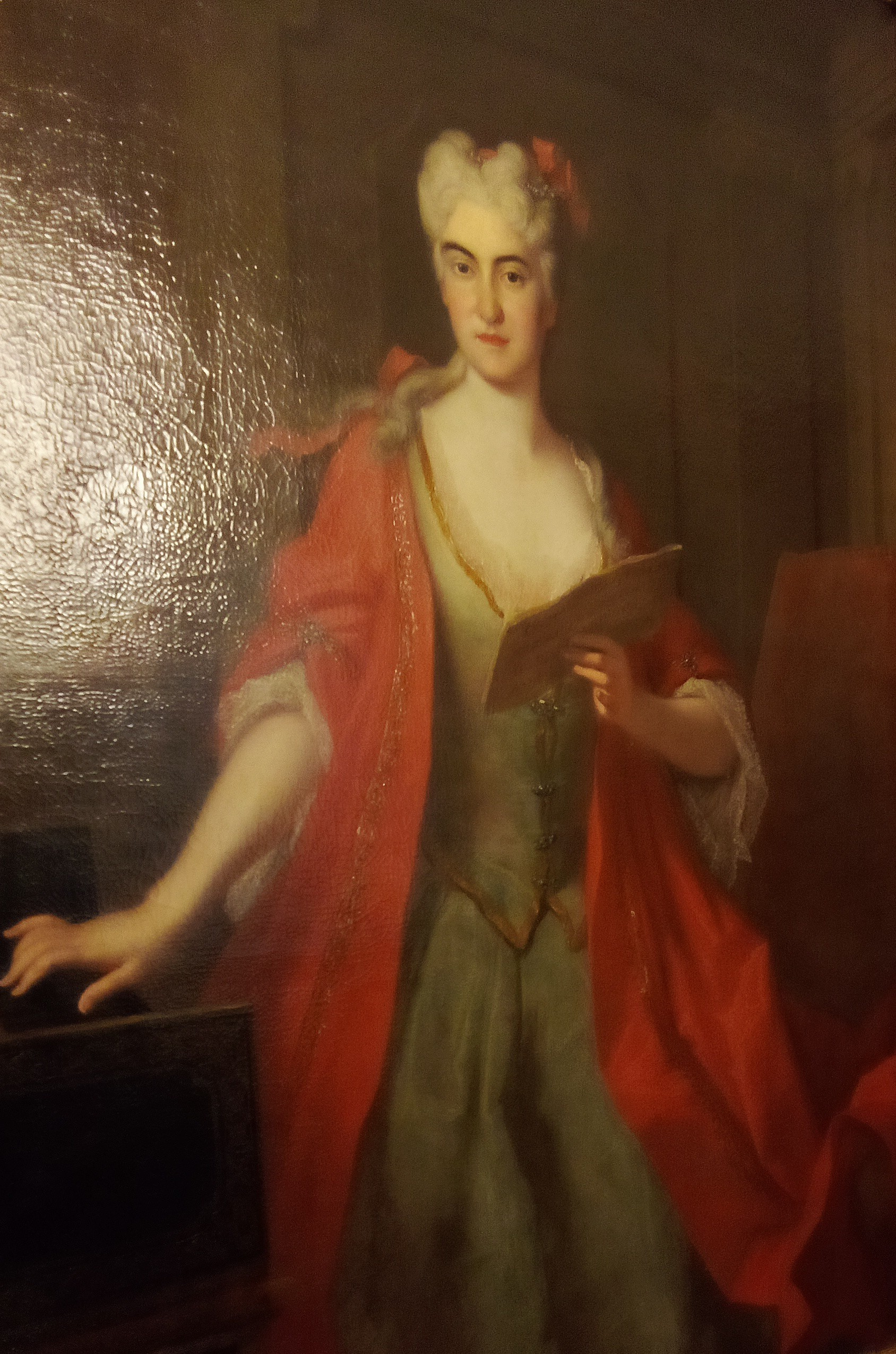
Porträt der Gräfin von Schafftenberg auf Schloss Moritzburg.

Maria Charlotte Aloysia Gräfin von Schafftenberg (* 4. November 1699; † 16. Mai 1780 in Dresden) war eine Kammerfrau der sächsischen Kurprinzessin Maria Josepha.

## Leben

### Abstammung
Maria Charlotte Gräfin von Schafftenberg entstammte dem Adelsgeschlecht der Scherffenberg. Ihr Vater war Franz Anton Graf von Scherfenberg.

### Teilnahme am Venusfest
Das Venusfest war ein Bestandteil der Hochzeit des Kurprinzen Friedrich August und der Kaisertochter Maria Josepha. Das Venusfest beinhaltete ein Damenringrennen, dieses entwickelte sich aus den Lanzenturnieren. Lanzenturniere waren eine militärische Übung zum Umgang mit Waffen und der Geschicklichkeit mit diesen auf dem Pferd. Im 16. Jahrhundert entwickelte sich daraus dann ein höfisches Geschicklichkeitsspiel. Das Frauen bei solchen Rennen mitmachten, entsprach auch Anfang des 18. Jahrhunderts noch nicht der Normalität. Die Gräfin von Schafftenberg, die 1719 eine der Kammerdamen Maria Josephas wurde, fuhr in der Quadrille ihrer Herrin mit. Sie leistete sich nur einen einzigen Fehlstoß und führte somit die Siegerliste an. Den Hauptpreis gewann sie jedoch nicht, der ging nach den Spielregeln an die Chefin der Quadrille, also Maria Josepha.

### Heirat
Sie heiratete 1724 auf Schloss Moritzburg den Grafen Friedrich Eberhard zu Solms-Sonnenwalde, deshalb schied sie aus dem Dienst bei Hofe aus. Mit ihrem Ehemann hatte sie folgende Nachkommen:
- Charlotte Maria, Gräfin zu Solms-Sonnenwalde (* 16. Juni 1725)
- Friederike Charlotte Josepha zu Solms-Sonnenwalde (* 30. Juni 1727)
- Eberhardina Anna Charlotte zu Solms-Sonnenwalde (* 15. Juli 1729)
- Friedrich Eberhard Joseph Franz zu Solms-Sonnenwalde (* 7. April 1732)
- Friedrich Christian Alexander Florian Eberhard zu Solms-Sonnenwalde (* 7. März 1735)
- Friedrich Franz Xaver Antonius Jakob Athenogenas Eberhard zu Solms-Sonnenwalde (* 11. Januar 1739)

Ihre jüngste Tochter wurde später Kammerdame der Kurprinzessin Maria Antonia .
Später lebte Maria Charlotte von Schafftenberg auf Schloss Sonnewalde. Begraben wurde sie in der Kirche St. Mariä Himmelfahrt in Wittichenau.